# Monstrous moonshine

En mathématiques, monstrous moonshine est un terme anglais conçu par John Horton Conway et Simon P. Norton en 1979, utilisé pour décrire la connexion, alors totalement inattendue, entre le groupe Monstre M et les formes modulaires (en particulier la fonction j). 
Précisément, Conway et Norton, suivant une observation initiale de John McKay, trouvèrent que le développement de Fourier de {\displaystyle j(\tau )} (suite A000521 de l'OEIS, où {\displaystyle \tau } désigne le quotient des demi-périodes (en)) pouvait être exprimé en termes de combinaisons linéaires des dimensions des représentations irréductibles de M (suite A001379 de l'OEIS)
{\displaystyle j(\tau )={\frac {1}{q}}+744+196884~q+21493760~q^{2}+864299970~q^{3}+\cdots }
où {\displaystyle q=e^{2\pi i\tau }} et
{\displaystyle {\begin{aligned}1&=1\\196884&=196883+1\\21493760&=21296876+196883+1\\864299970&=842609326+21296876+2\cdot 196883+2\cdot 1\\&{}\,\,\,\vdots \end{aligned}}}
Conway et Norton formulèrent des conjectures concernant les fonctions {\displaystyle j_{g}({q})} obtenues en remplaçant les traces sur l'élément neutre par les traces sur d'autres éléments g de M. La partie la plus saisissante de ces conjectures est que toutes ces fonctions sont de genre zéro. En d'autres termes, si {\displaystyle G_{g}} est le sous-groupe de SL2({\displaystyle \mathbb {R} }) qui fixe {\displaystyle j_{g}(q)}, alors le quotient du demi-plan supérieur du plan complexe par {\displaystyle G_{g}} est une sphère privée d'un nombre fini de points, correspondant aux formes paraboliques de {\displaystyle G_{g}}.
Il s'avère que derrière monstrous moonshine se trouve une certaine théorie des cordes ayant le groupe Monstre comme groupe de symétries ; les conjectures faites par Conway et Norton furent démontrées par Richard Ewen Borcherds en 1992 en utilisant le théorème de Goddard-Thorn (en) issu de la théorie des cordes, ainsi que la théorie des algèbres vertex et des algèbres de Kac-Moody généralisées (en). Borcherds reçut la médaille Fields pour son travail, et des connexions supplémentaires entre M et la fonction j furent découvertes ultérieurement.

## Versions formelles des conjectures de Conway et Norton
La première conjecture faite par Conway et Norton fut ce que l'on appela la « conjecture moonshine » ; elle établit qu'il existe un M-module gradué de dimension infinie
{\displaystyle V=\bigoplus _{m\geq -1}V_{m}}
avec {\displaystyle \dim(V_{m})=c(m)} pour tout m, où
{\displaystyle j({q})=\sum _{m\geq -1}c_{m}{q}^{m}.}
De ceci, il s'ensuit que chaque élément g de M agit sur chaque Vm et possède une valeur de caractère
{\displaystyle \chi _{m}(g)=\mathrm {tr} (g|_{V_{m}})}
qui peut être utilisée pour construire la série de McKay-Thompson de g :
{\displaystyle T_{g}({q})=\sum _{m\geq -1}\chi _{m}(g){q}^{m}}.
La deuxième conjecture de Conway et Norton établit ensuite qu'avec V comme ci-dessus, pour chaque élément g de M, il existe un sous-groupe K de {\displaystyle PSL_{2}(\mathbb {R} )}, de genre zéro, commensurable avec le groupe modulaire Γ = PSL2(Z), et tel que {\displaystyle T_{g}(q)} soit la fonction modulaire principale normalisée pour K.

## Le module Monstre
Il fut montré plus tard par A. O. L. Atkin, Paul Fong et Frederic L. Smith en utilisant des calculs informatiques qu'il existe en effet une représentation graduée de dimension infinie du groupe Monstre dont les séries de McKay-Thompson sont précisément les Hauptmoduls trouvés par Conway et Norton, Igor Frenkel. James Lepowsky et Arne Meurman (en) construisirent explicitement cette représentation en utilisant les opérateurs vertex. Le module résultant est appelé le module Monstre, ou algèbre vertex du Monstre.

## La démonstration de Borcherds
La démonstration de Richard Ewen Borcherds de la conjecture de Conway et Norton peut être séparée en cinq étapes majeures comme ce qui suit :
1. On construit une algèbre vertex V qui est une algèbre graduée fournissant les représentations moonshine sur M, et on vérifie que le module Monstre possède une structure d'algèbre vertex invariante sous l'action de M.
2. On construit une algèbre de Lie {\displaystyle {\mathcal {M}}} à partir de V en utilisant le théorème de Goddard-Thorn ; ceci est une algèbre de Lie Kac-Moody généralisée.
3. On calcule pour {\displaystyle {\mathcal {M}}} une équations des dénominateurs, reliée aux coefficients de {\displaystyle j(q)}.
4. On calcule des équations tordues des dénominateurs, qui sont reliées de manière similaire aux séries {\displaystyle T_{g}(q)}.
5. Toutes ces équations sont utilisées pour déterminer les nombres cm, en utilisant les opérateurs de Hecke, l'homologie d'algèbre de Lie (en) et les opérations d'Adams (en).

Ainsi, la démonstration est achevée. Borcherds fut plus tard cité comme ayant dit « j'étais sur la Lune lorsque j'ai démontré la conjecture moonshine (clair de lune) » et « Je me demande quelquefois si c'est ce que l'on ressent lorsque l'on prend certaines drogues. Je ne le sais pas actuellement, comme je n'ai pas testé cette théorie personnelle. »

## Pourquoi «monstrous moonshine»?
Le terme « monstrous moonshine » fut inventé par Conway, qui, lorsque John McKay lui dit à la fin des années 1970 que les coefficients de {\displaystyle q} (concrètement 196 884) étaient précisément la dimension de l'algèbre de Griess (et ainsi exactement un de plus que le degré de la plus petite représentation fidèle complexe du groupe Monstre), répondit que ceci était « moonshine » (au sens de « dingue » ou « idées folles »). Ainsi, le terme fait référence non seulement au groupe Monstre M, mais aussi à la folie perçue concernant la relation compliquée entre M et la théorie des fonctions modulaires.
Cependant, « moonshine » est aussi un mot d'argot pour un whisky distillé illégalement, et en fait, le nom peut être expliqué à la lumière de ceci. Le groupe Monstre fut étudié dans les années 1970 par les mathématiciens Jean-Pierre Serre, Andrew Ogg (en) et John Griggs Thompson ; ils étudièrent le quotient du plan hyperbolique par les sous-groupes de SL(2,R), en particulier le normalisateur {\displaystyle \Gamma _{0}(p)^{+}} du sous-groupe de congruences (en) Γ0(p) dans SL(2,R). Ils trouvèrent que la surface de Riemann obtenue en prenant le quotient du plan hyperbolique par {\displaystyle \Gamma _{0}(p)^{+}} est de genre zéro si et seulement si p est 2, 3, 5, 7, 11, 13, 17, 19, 23, 29, 31, 41, 47, 59 ou 71 (c’est-à-dire, un nombre premier super-singulier), et lorsque Ogg entendit plus tard parler du groupe Monstre et remarqua que ces nombres étaient précisément les facteurs premiers de la taille de M, il prépara un article offrant une bouteille de whisky Jack Daniel's à quiconque pouvait expliquer ce fait.